# Château de Caïx
Pour les articles homonymes, voir Caix (homonymie).
Le château de Caïx ou de Cayx (pronciation : [kajs]), situé en France dans la commune de Luzech, dans le département du Lot (région Occitanie), est une des propriétés de Frederik X, roi de Danemark.
Le château de Caïx est aujourd’hui une demeure royale et une propriété viti-vinicole produisant du cahors.

## Historique
Au XIVe siècle, le château constitue déjà une place-forte pour contrôler la navigation sur le Lot. Au XVe siècle, la propriété appartient à la famille de Couderc, notaires de Luzech. Dans son Livre de main, conservé à la Bibliothèque municipale de Cahors, l'historien du Pouget rapporte que le 26 mars 1492 « périt par eau une pleine nacelle de gens pauvres allant cueillir l'aumône au château de Caïx, parce que le dit jour, le seigneur du dit château a accoutumé de faire aumône générale à tous les pauvres qui se présentent devant le dit château, le jeudi saint. ». Au XVIe siècle, les nouveaux seigneurs de Caïx appartiennent à la famille de Courtois.
En 1640, par son mariage avec Hélène de Courtois, le président de la Cour des aides de Cahors, Géraud Lefranc, dont la demeure cadurcienne se situait 43, rue Fondue-Haute, devient seigneur de Caïx.
« Le château de Caïx, écrit l'abbé Duffo, historien de Jean-Jacques Lefranc de Pompignan, est des plus pittoresques ; protégé des vents du nord par une montagne abrupte, à laquelle il est adossé. La construction, de forme rectangulaire, est flanquée de quatre tours rondes, une à chaque extrémité, et d'une tour carrée, au centre de l'édifice, formant le côté sud. Deux façades principales de midi et de l'est. Devant la façade du midi, une belle terrasse et un beau jardin. Quelques mètres plus loin, sur le flanc de la montagne et surplombant à une grande hauteur la rivière du Lot, se trouve un élégant belvédère, orné de sept colonnes rondes, d'ordre dorique. De là on a une vue superbe, en face de Parnac, sur la vaste plaine qui s'étend au loin. C'est en vue de ce panorama grandiose que Lefranc allait chercher l'inspiration et composa sa « Didon » et ses œuvres poétiques. »
Ce château fut la demeure favorite des Lefranc au XVIIe siècle. La cour des Aides étant transférée à Montauban par Louis XIV, les Lefranc s'y rendent. Le fils, le petit-fils et l'arrière-petit-fils de Géraud Lefranc seront présidents de cette charge héréditaire.

### Jean-Jacques Lefranc de Pompignan
L'arrière-petit-fils de Géraud Lefranc, Jean-Jacques Lefranc de Pompignan, est né à Montauban le 10 août 1709 et tient l'accessoire de son nom « de Pompignan » de la terre qu'il possède et du château qu'il fit édifier en actuel Tarn-et-Garonne.
Élève au collège Louis-le-Grand, à Paris, il eut pour éducateur maître Porée, également éducateur de Voltaire.
Excellent latiniste, il s'intéresse à la poésie et à l'art dramatique. Il est élu membre de l'Académie de Cortone, en Italie, et adresse à l'occasion à ses collègues une dissertation en latin sur Les Antiquités de la ville de Cahors, où il rend compte de ses recherches archéologiques. Il expose que l'Uxellodunum de César se situait à Luzech.
Magistrat, président de la cour des Aides de Montauban, il s'attire une réprimande du chancelier d'Aguesseau pour avoir adressé au roi des remontrances sur la misère du peuple, et est exilé pour un discours contre les abus.
Traducteur d'Éschyle, économiste, célèbre par sa dévotion, à Caïx, il travaille dans le belvédère, écrit, à 22 ans, Didon (1734) sa première tragédie, (qui sera représentée avec succès à Paris, à la Comédie-Française). Ses poésies l'inscrivent dans la liste des poètes lyriques de son siècle : Poésies sacrées (1751), Ode sur la mort de Jean-Baptiste Rousseau (1784). Après l’Académie des Jeux Floraux de Toulouse, il entre à l'Académie française, et, dans son discours de réception, il fustige les Encyclopédistes et devient désormais la cible favorite de Voltaire.
Il aimait sa propriété de Caïx, qu'il appelait Caïanus meus, et se faisait appeler « Lefranc de Caïx ». Sa terre de Pompignan (Tarn-et-Garonne) fut élevée en marquisat par Louis XV.
Il écrivit de ce château de Caïx :
Et toi qui m'es si cher vieux berceau de mes pères,
Château qu'ils ont construit sur des bords solitaires,
Fleuve, bois et rochers, vignoble précieux,
Serez-vous donc toujours éloignés de mes yeux !
Il mourut à Montauban en 1784.
Son frère plus jeune, Jean-Georges Lefranc de Pompignan, fut archevêque de Vienne, en Dauphiné. Député du clergé aux États généraux de 1789, Jean-Georges Lefranc de Pompignan se joignit au tiers état, fut ministre de Louis XVI, puis devint président de l'Assemblée nationale de Versailles.
Durant son épiscopat, il eut maille à partir avec les « philosophes », notamment Voltaire. Ainsi publia-t-il un mandement contre l'édition projetée des œuvres de Voltaire. En 1747, il avait prononcé l'oraison funèbre de la Dauphine et, en 1768, celle de la reine Marie Leczinska. Il mourut à Paris, sur la paroisse de Saint-Sulpice, le 29 décembre 1790 à l'âge de 75 ans.

### Propriété du couple royal de Danemark
En 1975, le château devient la propriété de Margrethe II, reine de Danemark, et de son époux le prince Henrik de Danemark (né Henri de Laborde de Monpezat), dont les attaches familiales sont dans le Lot. En effet, la famille du prince Henrik était déjà installée depuis quelques décennies sur la commune d’Albas à une dizaine de kilomètres de Cayx, où son père et son grand-père possédaient de vastes domaines dans la région.
Cette propriété viti-vinicole produisant un cahors de grande qualité est aussi le séjour estival de la famille royale danoise. La reine et son mari y organisent des concerts parfois au bénéfice d’œuvres caritatives comme l’association : « Issia, pourquoi pas ? », dont s’occupe l'une des sœurs du prince, sœur Catherine, en religion à la congrégation toulousaine de Notre-Dame du Calvaire.
En 2003, la reine et son mari ont organisé une « Fête blanche », tous les invités devaient être vêtus de blanc.

## Domaine viticole
Le château de Caïx est un domaine viticole de l'appellation cahors. Ses vignes sont constituées de 80 % de côt N, de 12 % de merlot N et 8 % de tannat N. Depuis 1995, un vin blanc est aussi produit, à base de sémillon B, de sauvignon B et de chardonnay B.